# Городское поселение Рязановский
Городское поселение Рязановский — упразднённое в 2015 году муниципальное образование со статусом городского поселения в упразднённом Егорьевском районе Московской области России.

## Общие сведения
Образовано в ходе муниципальной реформы, в соответствии с Законом Московской области от 25.11.2004 года № 152/2004-ОЗ «О статусе и границах Егорьевского муниципального района и вновь образованных в его составе муниципальных образований».
административным центром являлся посёлок городского типа Рязановский.
Глава городского поселения — Лещук Татьяна Ивановна. Адрес администрации: 140320, Московская область, Егорьевский район, пгт Рязановский, ул. Ленина, д. 2а.
Упразднено 7 ноября 2015 в связи с преобразованием Егорьевского муниципального района в городской округ.

## Население
| 2006  | 2007  | 2008  | 2009  | 2010  | 2011  |
| ----- | ----- | ----- | ----- | ----- | ----- |
| 2649  | ↘2615 | ↘1998 | ↗2611 | ↗2618 | ↘2588 |
| 2012  | 2013  | 2014  | 2015  |       |       |
| →2588 | ↘2535 | ↘2489 | ↘2471 |       |       |

## География
Располагалось в юго-восточной части района. Граничило с сельскими поселениями Раменским и Юрцовским, сельскими поселениями Дмитровским и Радовицким Шатурского района, городским поселением Белоомут и сельским поселением Дединовским Луховицкого района, а также с Клепиковским муниципальным районом Рязанской области. Площадь территории городского поселения — 36 474 га.

## Состав городского поселения
В состав городского поселения входили посёлок городского типа Рязановский и 6 населённых пунктов упразднённой административно-территориальной единицы — Куплиямского сельского округа:
| Наименование | Вид             | Население, чел. (2010) |
| ------------ | --------------- | ---------------------- |
| Алфёрово     | деревня         | 154                    |
| Анненка      | деревня         | 33                     |
| Куплиям      | село            | 128                    |
| Летово       | деревня         | 8                      |
| Радовицы     | село            | 187                    |
| Рязановский  | рабочий посёлок | 2782                   |
| Сазоново     | деревня         | 29                     |